# Laughing Boy (boek)
Laughing Boy is een roman geschreven door de Amerikaanse antropoloog Oliver La Farge. Het boek volgt een Navajo-man en -vrouw die een relatie hebben in de Verenigde Staten van begin 20e eeuw. La Farge had als doel om met het boek een realistischer beeld te geven van inheemse Amerikanen.
In 1930 ontving het boek de Pulitzerprijs voor beste roman. In 1934 kwam een gelijknamige verfilming van het boek uit met in de hoofdrollen Ramón Novarro en Lupe Vélez. In latere jaren stuitte het boek echter op veel kritiek van de inheemse bevolking. In het essay An Old-Time Indian Attack Conducted in Two Parts uit 1980 noemde inheems schrijver Leslie Marmon Silko het boek "een leugen" omdat Le Farge als hoogopgeleide blanke Amerikaan de ervaringen van de Navajo-mensen niet realistisch kon beschrijven. In 2025 kwam het terecht in het publiek domein.